# Kolonia (Ostrowy Tuszowskie)
Kolonia (dawn. Ostrowy Kolonia, Ostrowy Tuszowskie Kolonia) – część wsi Ostrowy Tuszowskie w Polsce, położona w województwie podkarpackim, w powiecie kolbuszowskim, w gminie Cmolas.
Do 1932 stanowiła odrębną gminę jednostkową Ostrowy Kolonia, którą 1 kwietnia 1932 włączono do Ostrów Tuszowskich.
W latach 1975–1998 część wsi administracyjnie należała do województwa rzeszowskiego.